# 播磨大塩病院
医療法人山伍会 播磨大塩病院（いりょうほうじんやまごかい はりまおおしおびょういん）は、兵庫県姫路市大塩町にある民間病院である。

## 概要
- 姫路市と高砂市の境目に位置している精神科・神経科専門の病院であり、デイケアや訪問看護を行っている[2][3]。

### 徽章
- 「OSIO」を形取ったデザインであり、流線形と円にしたもの[2]。

## 沿革
- 1958年（昭和33年）10月 - 精神科と神経科の病院として開院する[2]。
- 1959年（昭和34年）4月 - 兵庫県指定精神病院になる[2]。
- 1995年（平成7年）12月 - 精神科デイ・ケアが認可される[2]。
- 2006年（平成18年）5月 - 福祉ホームのウェルネスホーム伍楽園が開園する[2]。

## 診療科
- 精神科
- 神経科

## 施設

### 病棟
- 五階建てである。

### ウェルネスホーム伍楽園
- 精神障害者の社会復帰と病状改善を日常生活の訓練として行い、その行程の指導を利用者と共に行う目的で2006年5月に開設された[2]。名前の由来は「伍」が人を意味し、それに伴い、伍楽が楽観的にリハビリできることでネーミングされた[4]。

## 交通アクセス

### 公共交通期間
- 山陽電気鉄道本線大塩駅から徒歩20分[5]。

### 自家用車
- 国道2号から兵庫県道399号大塩別所線から約3分[5]。

### 送迎バス
- 山陽電気鉄道本線本線大塩駅とJR西日本山陽本線ひめじ別所駅から送迎バスが患者・職員用に無料で出ている[6]。